# ميل ووكر
ميل ووكر (بالإنجليزية: Mel Walker)‏ هو مغني أمريكي، ولد في 3 نوفمبر 1929، وتوفي في 23 أبريل 1964.

## وصلات خارجية
- ميل ووكر على موقع ميوزك برينز (الإنجليزية)
- ميل ووكر على موقع ديسكوغز (الإنجليزية)